# الین دانیلسون-گامبوگی
الین کلئوپاترا دانیلسون-گامبوگی (۳ سپتامبر ۱۸۶۱ – ۳۱ دسامبر ۱۹۱۹) نقاش فنلاندی بود که بیشتر به خاطر آثار رئالیستی و پرتره‌هایش شناخته می‌شود.
دانیلسون-گامبوگی بخشی از اولین نسل از هنرمندان زن فنلاندی بود که به اصطلاح نسل خواهران نقاش نامیده می‌شدند. این گروه همچنین شامل هلنه شارفبک، هلنا وسترمارک و ماریا وییک بود.

## پیشینه
در سن ۱۵ سالگی، دانیلسون به هلسینکی نقل مکان و شروع به تحصیل در دانشکده هنرهای زیبا، هلسینکی نمود، استادان او در ابتدا کارل انیاس شوستراند و یالمار مونستاری‌یلم بودند. در سال ۱۸۷۸، دانیلسون دوره‌های آموزشی را با آدولف فون بکر آغاز کرد.

## پاریس
در سال ۱۸۸۳ دانیلسون با دریافت بورسیه و کمک مالی به پاریس نقل مکان کرد و در آکادمی کولاروسی زیر نظر گوستاو کورتوا درس خواند و در تابستان در بریتانی نقاشی می‌کرد. چند سال بعد او به فنلاند بازگشت و در سال ۱۸۸۸ یک آتلیه در نورمارکو افتتاح نمود. در طول دهه‌های ۱۸۸۰ و ۱۸۹۰ او به عنوان معلم در چندین مدرسه هنری در سراسر فنلاند کار کرد.

## لیورنو

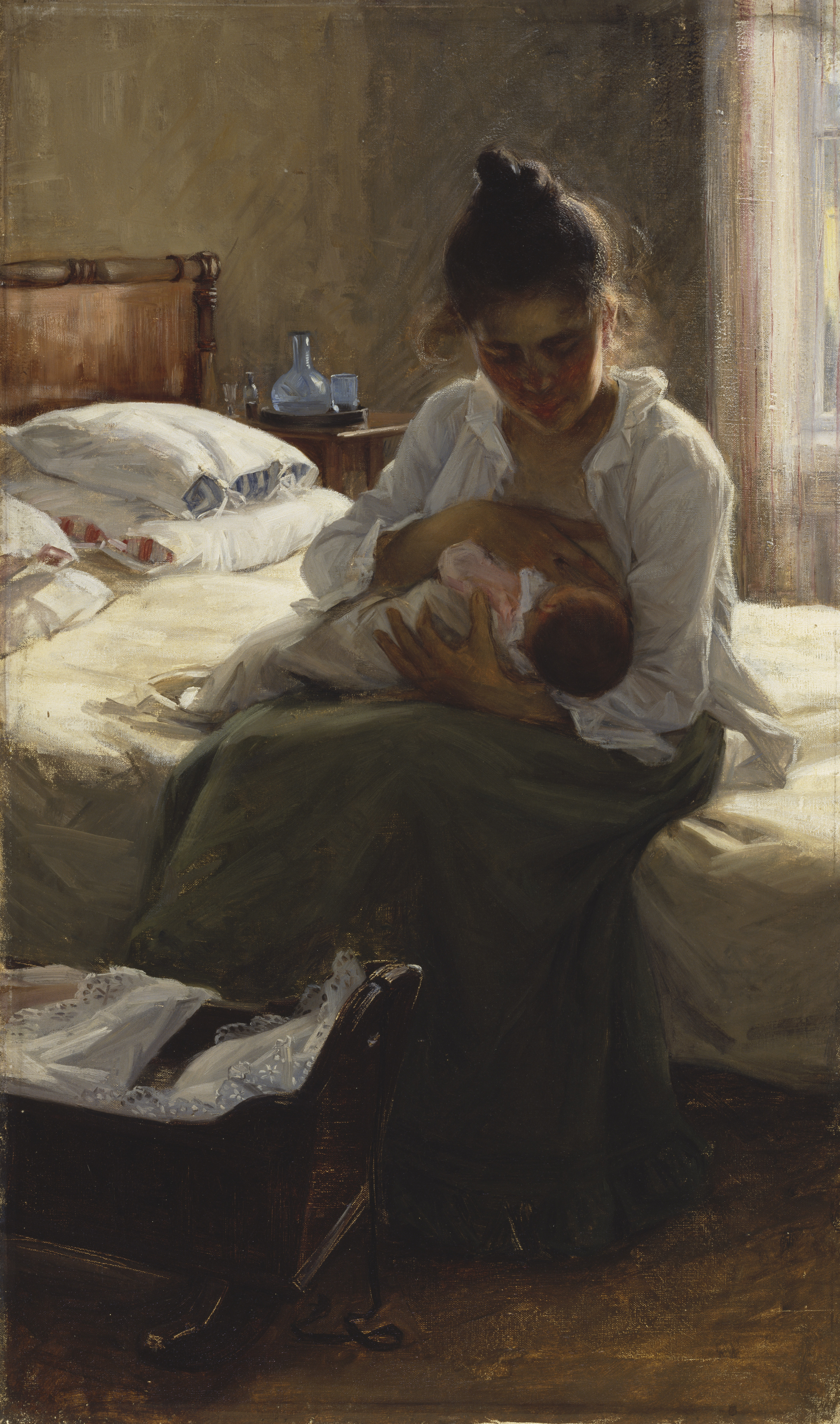
مادر، ۱۸۹۳، الگوبرداری شده توسط خواهرش

دانیلسون در سال ۱۸۹۵ بورسیه تحصیلی دریافت و به فلورانس ایتالیا سفر کرد. یک سال بعد او به روستای آنتیگنانو در لیورنو رفت و در آنجا با رافالو گامبوگی نقاش ایتالیایی که ۱۳ سال از خودش کوچکتر بود ازدواج کردند. آنها نمایشگاه‌هایی را در پاریس، فلورانس) و میلان و در بسیاری از شهرهای فنلاند برگزار کردند و نقاشی‌های آنها نیز در نمایشگاه جهانی ۱۹۰۰ در پاریس گنجانده شد. او همچنین در مسابقه ملی نقاشی پرتره در سال ۱۹۰۱ که توسط دولت فنلاند برگزار شد، به مقام دوم رسید. در سال ۱۸۹۹، پادشاه اومبرتو یک نقاشی از او خرید. و در همان سال در دوسالانه ونیز نیز کرد.

## میراث
به دلیل جنگ جهانی اول، ارتباط او با وطنش قطع شد و تا زمانی که در اثر ذات الریه در سال ۱۹۱۹ در آنتیگنانو درگذشت، بیشتر در فنلاند فراموش شده بود.
با اینهمه دانیلسون به عنوان یکی از هنرمندان اصلی عصر طلایی هنر فنلاند شناخته می‌شود.

## آثار
- ۱۸۸۵
- ۱۸۸۶
- ۱۸۸۷
- ۱۸۸۸
- ۱۸۹۰
- ۱۸۹۰
- ۱۸۹۱
- ۱۸۹۱
- ۱۸۹۲
- ۱۸۹۳
- 1897
- ۱۸۹۸
- ۱۸۹۸
- ۱۹۰۰
- ۱۹۰۰
- ۱۹۰۰
- ۱۹۰۰
- ۱۹۰۱
- ۱۹۰۴
- ۱۹۰۶
- ۱۹۰۷
- ۱۹۱۵
- ۱۹۱۷
- ۱۸۹۹
- ۱۹۰۰
- ۱۹۰۳